# Knaller Győző
Knaller Győző (Brassó, 1873. szeptember 11. – Budapest, 1932. július 14.) szociáldemokrata politikus, miniszter, eredetileg péksegéd. 

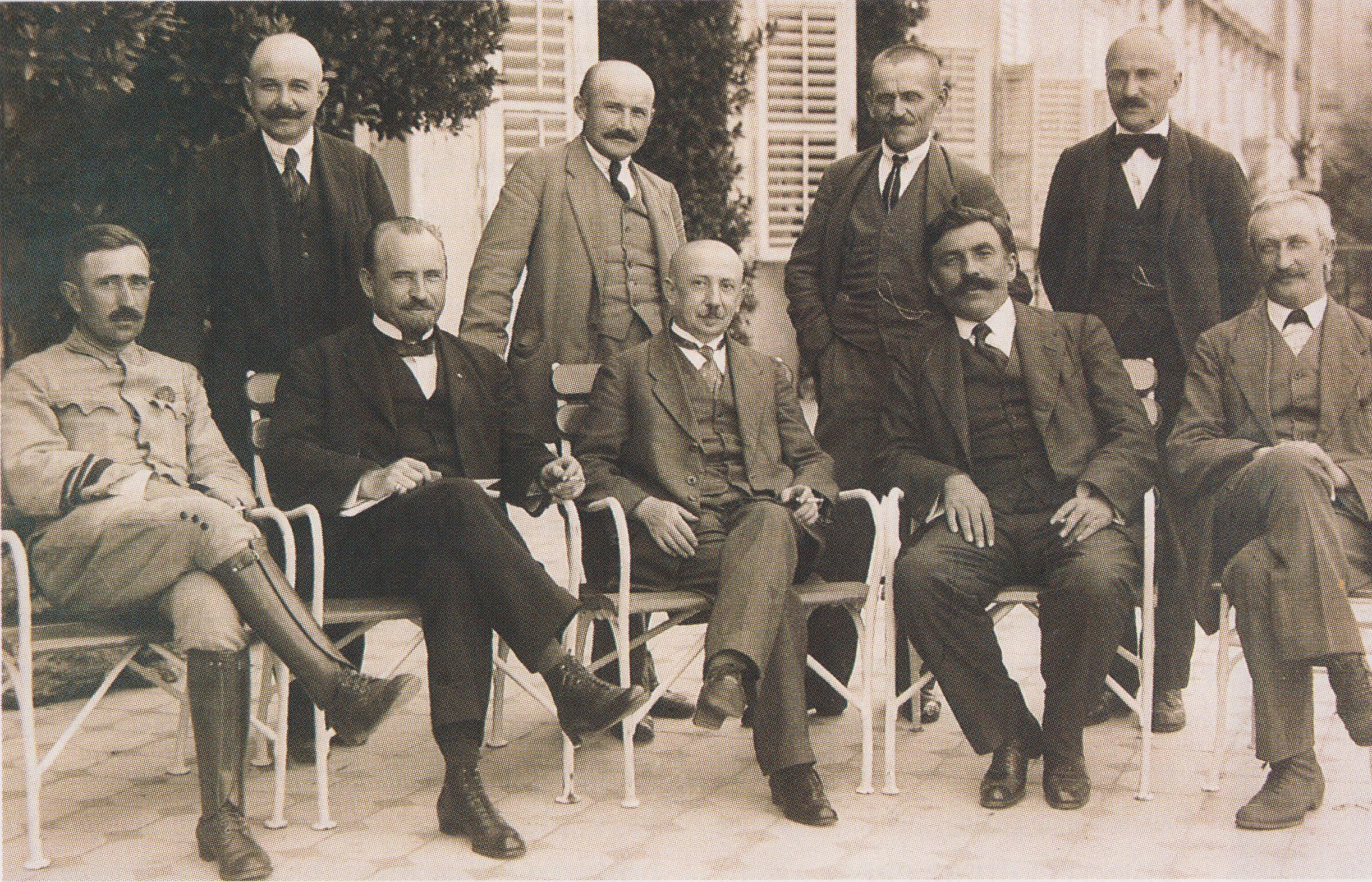
A Peidl-kormány tagjai
Álló sor: Peyer Károly, Takács József, Miákits Ferenc, Dovcsák Antal
Ülő sor: balról jobbra: Haubrich József, Ágoston Péter, Peidl Gyula, Garbai Sándor, Knaller Győző

## Élete
A szociáldemokrata pártba 1892-ben lépett be, 1898-tól szülővárosa, majd Segesvár szociáldemokrata szervezeteinek titkára volt. 1911-től fogva a fővárosban az MSZDP német országos választmányának egyik tagja volt, 1917-től pedig ő volt a titkár. Az őszirózsás forradalom alatt a Német Nemzeti Tanács alelnökeként működött, a Tanácsköztársaság alatt háttérben maradt, a kommunisták bukása után a Peidl-kormányban volt nemzetiségi miniszter. 1922-től fogva nemzetgyűlési képviselő.